# Szőke János (pap)
Szőke János Páter S.D.B. (Csorvás, 1927. február 13. – Budapest, 2012. január 5–7. között) szalézi szerzetes pap, püspöki helynök, szatmári és nagyváradi kanonok és kolozsmonostori apát, Csorvás város díszpolgára.

## Életpályája
Iparoscsalád 13. gyermekként született. Édesapja Szőke Mátyás asztalos mester, édesanyja Szabados Anna, aki a nagycsalád gondját viselte.
Tanulmányait a Szalézi rend gyulai középiskolájában kezdte, majd a Mezőnyárádi és az óbudai Szalézi Intézet következett. 1948 őszén a Szalézi Tartomány főnöke lehetőséget adott arra, hogy tanulmányait 1948-tól 1954-ig Olaszországban, a rend központjában, Torinóban folytathassa, ahol filozófiából és teológiából licenciátust szerzett.
Első szerzetesi fogadalmát 1944-ben tette le Mezőnyárádon, majd 1950-ben örök-fogadalmat tett Torinóban. Pappá szentelése 1954. július 1-jén volt Torinóban.
Tanári pályára készült, de az 1956-os magyarországi forradalom új fordulatot hozott életében, és a nevelői pálya helyett rögtön az Innsbrucki táborban a magyar menekültek számára szükséges lelkipásztori munkát választotta. Ezt követően Svédországban (1958) lett nyolc éven keresztül a magyar menekültek lelkipásztora. Magyarországgal semmi kapcsolatuk nem volt, így az volt a feladata, hogy helyben teremtsen magyar híveinek egy „kis Magyarországot”. Lett otthonuk, cserkészcsapatuk, könyvtáruk, tánccsoportjuk.
1965-ben került Nyugat-Németországba, Stuttgart székhellyel. A befogadó német egyházmegyében hosszú éveken keresztül választott tagja volt a papi szenátusnak és a városi katolikus tanácsnak. Stuttgartban kiemelkedő tevékenységei közé tartozott talán az ún. hétvégi magyar iskola megszervezése. 40-50 gyermeket tanítottak rendszeresen. A cserkészmunka is kiválóan működött. Megalapította az Életünk c. katolikus havilapot, amelynek hosszú éveken át gazdasági vezetője és főszerkesztője volt.
1970-ben, az erdélyi nagy árvíz idején kapcsolatba került Márton Áron püspökkel. Ez volt a kezdete annak az igen hosszú folyamatnak, melyben a lelkipásztori munkát Márton Áron és Mindszenty József bíboros kezdeményezésére és támogatásával felcserélte a karitatív munkával.
1975-ben a Kirche in Not/Ostpriesterhilfe (Üldözött Egyházak Segélyszervezete) segélyszervezet Keleti Osztály vezetőjeként, a szervezet munkatársa lett. Gondjaira lett bízva gyakorlatilag az akkori kommunista uralom alatt szenvedő keleti Egyház minden országa. A rábízott területen évente több mint 10 millió dollár segítséget nyújtását szervezte a Segélyszervezet a katolikus Egyháznak, hogy át tudja vészelni az üldözés időszakát. A segélyszervezetnél töltött idő alatt a legjelentősebb érdeme, hogy a világ minden tájára segélyező szervezet büdzséjéből a lehető legnagyobb részt szerezze meg a magyarországi és a kárpát-medencei katolikus egyház céljaira, ami a legtöbb esetben sikerült is. A szervezet alapítója, P. Werenfried van Straaten, nagy tisztelője volt Mindszenty József bíborosnak és Márton Áron erdélyi püspöknek is. Ennek a két főpapnak az egyénisége meghatározta Szőke atya munkáját és felfogását is.
Az első külföldi magyar püspök, Irányi László, majd annak utóda, Miklósházy Attila megbízta, hogy helyettük püspöki helynök titulussal Európában koordinálja a magyar lelkipásztori munkát. Ezt a tisztséget 1998-ig töltött ebe.
A magyarországi rendszerváltás és 65. életévének betöltése után 1993-ban Magyarországra költözött. Már sok évvel ezt megelőzően a Mindszenthy alapítvány egyik vezetőjeként kezdeményezője volt, Mindszenthy József bíboros boldoggá avatásának. 1994-ben Paskai László bíboros, Esztergom-Budapesti érsek, Mindszenthy József boldoggá avatási eljárásának posztulátorává nevezte ki.
A 40 évig tartó kommunista diktatúra alatt szinte elképzelhetetlen volt boldoggá és szentté avatási perek indítása, így az arra méltónak véltek ügyei nagy számba kerültek a felszínre. Különösen, akik a II. világháború és az azt követő kommunista diktatúra áldozatai voltak. Páter Szőke készséggel vállalta az újabb felkéréseket, melyek közül öt esetben meg is történt a boldoggá avatás.

### Páter Szőke János által vezetett boldoggá avatási eljárások
- Márton Áron erdélyi püspök
- Scheffler János szatmárnémeti püspök (boldoggá avatás: 2011. július)
- Bogdánffy Szilárd nagyváradi, titokban szentelt püspök (boldoggá avatás: 2010. október)
- Romzsa Tódor görögkatolikus ungvári püspök (boldoggá avatás: 2002. június)
- Györgypál Albert nagyváradi lelkész
- Marton Boldizsár karmelita szerzetes
- Salkaházi Sára szociális testvér (boldoggá avatva: 2006. szeptember)
- Bálint Sándor néprajztudós
- Meszlényi Zoltán Lajos esztergomi segédpüspök (boldoggá avatás: 2009. október)
- Sándor István SDB Szalézi szerzetes
- Chira Sándor és Orosz Péter, valamint 78 görögkatolikus pap

### Kiadói, szerzői és egyéb tevékenységei
A Mindszenty Alapítvány kuratóriumi tagjaként 1995 márciusában szerkesztője lett a Vértanúink-Hitvallóink című negyedévente, 30 000 példányban megjelenő kis folyóiratnak, melyben az általa bevezetett boldoggá avatási eljárások állását ismertette. Feladatköréhez tartozott még Mindszenty bíboros hagyatékának, emléktárgyainak és fennmaradt irattárának a gondozása.
A Szalézi rendnek 1950-ig volt egy kiváló ifjúsági és pasztorációs könyveket terjesztő kiadója és nyomdája. 1996-ban újraindította ezt a munkát a Don Bosco Kiadó igazgatójaként. Számos Szalézi művet ültetett át magyar nyelvre, több könyvet szerkesztett és írt. Ezt a tisztségét 2010-ig töltötte be.
1996–97-ben Szent Istvánról nevezett magyar szalézi tartomány tartományi tanácsosa, majd 1997-től 2002-ig tartományfőnöki vikárius. 2004. szeptember 5-én ünnepelte aranymiséjét Budapesten, a belvárosi főplébánia-templomban.

## Díjai,elismerései
1994. május 3-án Göncz Árpád köztársasági elnök a Magyar Köztársasági Érdemrend tisztikeresztjét, 2010. október 23-án Schmitt Pál köztársasági elnök a Magyar Köztársasági Érdemrend lovagkeresztjét adományozta.

## Főbb művei
- Vándorúton; Herp, München, 1982
- Márton Áron; Österreichischer Kulturverlag, Thaur, 1988
- Göröngyös úton; Gloria-Keresztény Szó–Don Bosco, Kolozsvár–Bp., 1993 ISBN 973-95608-8-1
- Isten házába megyünk. Templomról a gyermekeknek; Don Bosco, Bp., 2001
- Magyar szentek földi pártfogója. Szőke János atya vallomásai; riporter, szerk. Pajor András; Korda, Kecskemét, 2006
- Anna és Mari a szentmisén; Don Bosco, Bp., 2006
- A mosolygó Isten; Don Bosco, Bp., 2007
- Karácsonyi történetek könyve; Don Bosco, Bp., 2008
- Ez a mi hitünk; Don Bosco, Bp., 2008
- A negyedik király. A leggyönyörűbb karácsonyi legenda; Don Bosco, Bp., 2008
- Öt év száműzetés. Mindszenty József bíboros a bécsi Pázmáneumban; Don Bosco, Bp., 2010
- Sándor István SDB vértanú, 1914–1953; Don Bosco, Bp., 2011